# Singair
Singair är ett underdistrikt i Bangladesh. Det ligger i den centrala delen av landet, 28 km väster om huvudstaden Dhaka.
Trakten runt Singair består till största delen av jordbruksmark. Runt Singair är det mycket tätbefolkat, med 5 805 invånare per kvadratkilometer.  